# Per Lindqvist
Per Arne Lindquist, född 13 februari 1929 i Jakobs församling i Stockholm, död 29 augusti 2002 i Solna, var en svensk sångare och skådespelare. 

## Biografi
Lindqvist fick sitt genombrott tillsammans med brodern Ulf Lindqvist på en nattklubb i Rom 1952. Bröderna spelade fyrhändigt piano och sjöng evergreens. Per Lindqvist spelade Freddie i My Fair Lady på Oscars 1959 och var med i andra operetter. Han övergick senare till reklambranschen. Han medverkade även i Hasse Tellemars populära radioprogram Refrängen. 
Per Lindqvist är gravsatt i minneslunden på Skogskyrkogården i Stockholm.

## Filmografi
- 1958 – Jazzgossen
- 1959 – Fröken Chic
- 1959 – Raggare!

## Teater

### Roller (ej komplett)
| År   | Roll                 | Produktion                                                       | Regi             | Teater        |
| ---- | -------------------- | ---------------------------------------------------------------- | ---------------- | ------------- |
| 1959 | Freddy Eynsford-Hill | My Fair Lady Frederick Loewe och Alan Jay Lerner                 | Sven Aage Larsen | Oscarsteatern |
| 1961 |                      | Vita hästen Hans Müller och Ralph Benatzky                       | Egon Larsson     | Oscarsteatern |
| 1963 | Konstantia           | Lås in Era döttrar Laurie Johnson, Lionel Bart och Bernard Miles | Ivo Cramér       | Oscarsteatern |